# Gabrijel Cvanciger
Gabrijel Cvanciger (Sisak, 1º agosto 2003) è un pallavolista croato, opposto della Sir Safety Perugia.

## Carriera

### Club
La carriera di Gabrijel Cvanciger inizia nella stagione 2019-20 con l'HAOK Mladost, in Superliga, con cui, in cinque annate di permanenza, vince quattro campionati e due Coppe di Croazia.
Nella stagione 2024-25 si trasferisce nella Superlega italiana, ingaggiato dalla neopromossa M&G; è nella stessa divisione anche per l'annata successiva, vestendo la maglia della Sir Safety Perugia.

### Nazionale
Tra il 2020 e il 2022 viene convocato nella nazionale croata under 20.
Nel 2021 ottiene le prime convocazioni nella nazionale maggiore, aggiudicandosi, nel 2023, il bronzo all'European Golden League, e, nel 2024, quella d'argento nella stessa competizione.

## Palmarès

### Club
- Campionato croato: 4

2020-21, 2021-22, 2022-23, 2023-24
- Coppa di Croazia: 2

2021-22, 2023-24

### Nazionale (competizioni minori)
- European Golden League 2023
- European Golden League 2024